# SZA
시저(SZA, 1989년 11월 8일 ~ )는 미국의 싱어송라이터이다. 리아나의 노래 "Consideration"의 피처링과 공동 작곡을 맡으며 이름을 본격적으로 알리기 시작했다. 2017년 6월, 데뷔 음반 Ctrl를 발매해 대대적인 호평을 받았으며 당해 그래미상 신인상 후보에도 올랐다. 이후 MCU 영화 《블랙 팬서》의 주제곡 "All the Stars"를 통해 전 세게적으로 다시 한 번 이름을 알렸다. 그래미상 14회 후보 지명자이다.

## 음반 목록

### 정규 음반
- Ctrl (2017)
- SOS (2022)

### EP
- See.SZA.Run (2012)
- S (2013)
- Z (2014)

## 같이 보기
- 탑 독 엔터테인먼트